# Walls of Jericho (zespół muzyczny)
Walls of Jericho – amerykańska grupa muzyczna wywodząca się ze sceny hardcore, wykonująca metalcore.
Nazwa zespołu oznacza „mury Jerycha”, które upadły podczas bitwy pod Jerycho (1220–1200 p.n.e.), a słynny opis zniszczenia podaje Biblia w Księdze Jozuego. Określenie to jest biblizmem, oznaczającym przeszkody dające się łatwo obalić, rozsypujące się w proch (Joz 6, 8–20).
Grupa została uformowana na bazie dwóch zespołów pochodzących z Detroit, mianowicie Earthmover (Mike Hasty i Wes Keely) i Universal Stomp (Aaron Ruby). Przy produkcji albumów With Devils Amongst Us All z 2006 i The American Dream z 2008 grupa współpracowała z Coreyem Taylorem z zespołu Slipknot. Po wydaniu albumu The American Dream nastąpiła przerwa w działalności grupy spowodowana założeniem rodziny przez wokalistkę Candace Kucsulain (zamężna z Frankie Puopolo, gitarzystą zespołu Death Before Dishonor) i jej macierzyństwem oraz po wyjściu za mąż przyjęła nazwisko Puopolo.
Wśród członków zespołu Mike Hasty, Chris Rawson i Aaron Ruby zostali wyznawcami zasad straight edge.

## Dyskografia
Albumy
| The Bound Feed the Gagged               | - Data: 14 grudnia 1999 - Wydawca: Trustkill Records  | –  | –  | –   | –  |                  |
| All Hail the Dead                       | - Data: 24 lutego 2004 - Wydawca: Trustkill Records   | –  | –  | –   | –  |                  |
| With Devils Amongst Us All              | - Data: 22 sierpnia 2006 - Wydawca: Trustkill Records | –  | –  | –   | –  |                  |
| The American Dream                      | - Data: 29 lipca 2008 - Wydawca: Trustkill Records    | 11 | –  | –   | –  | - USA: 2,4 tys.+ |
| No One Can Save You From Yourself       | - Data: 25 marca 2016 - Wydawca: Napalm Records       | 19 | 60 | 101 | 67 | - USA: 1,3 tys.+ |
| „–” oznacza, że album nie był notowany. |                                                       |    |    |     |    |                  |

Minialbumy
| Tytuł                      | Dane dot. albumu                                      |
| -------------------------- | ----------------------------------------------------- |
| A Day and a Thousand Years | - Data: 16 stycznia 1999 - Wydawca: Eulogy Recordings |
| From Hell                  | - Data: 27 czerwca 2006 - Wydawca: Eulogy Recordings  |
| Redemption                 | - Data: 8 kwietnia 2008 - Wydawca: Trustkill Records  |

## Teledyski
| Tytuł                        | Rok  | Reżyseria       | Album                             | Źródło |
| ---------------------------- | ---- | --------------- | --------------------------------- | ------ |
| "A Trigger Full Of Promises" | 2006 | –               | With Devils Amongst Us            | [ 20 ] |
| "There's No I In Fuck You"   | 2006 | Kevin Leonard   | All Hail The Dead                 | [ 20 ] |
| "Relentless"                 | 2015 | Larry Kucsulain | No One Can Save You From Yourself | [ 21 ] |
| "Fight The Good Fight"       | 2016 | Ryan Meade      | No One Can Save You From Yourself | [ 22 ] |
| "Reign Supreme"              | 2016 | –               | No One Can Save You From Yourself | [ 23 ] |
| "Forever Militant"           | 2017 | –               | No One Can Save You From Yourself | [ 24 ] |